# Central nuclear de Tricastin
La Central nuclear de Tricastin ( en francés: Centrale nucléaire du Tricastin ) es una planta de energía nuclear que consta de 4 reactores de agua a presión (PWR) de tipo CP1 con una potencia eléctrica de 915 MW cada uno. La central nuclear se encuentra en departamento de Drôme, región de Auvernia-Ródano-Alpes, en un canal conocido como Donzère-Mondragon, cerca del embalse del mismo nombre, en la comuna francesa de Pierrelatte. La imponente central eléctrica y la planta nuclear reciben el nombre de Tricastin, región histórica en la que se halla. Tres de los cuatro reactores de la planta se emplearon hasta 2012 para alimentar el enriquecimiento de uranio de Eurodif. 

## Planta nuclear

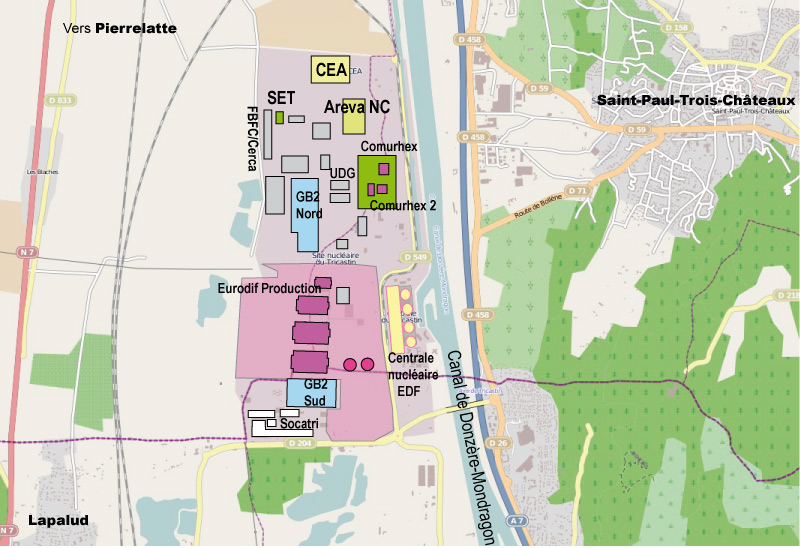
Infografía de la planta nuclear de Tricastin.

Tricastin es una de las plantas nucleares más importantes del mundo, junto con el Centro de reprocesado de La Hague. Se extiende sobre 600 hectáreas con más de 5.000 empleados. Las empresas involucradas en la planta son: Comisariado de energía atómica (CEA); planta nuclear gestionada por EDF ( 3.660 MWe de potencia total ); Comurhex, una planta de transformación de hexafluoruro de uranio; Eurodif, planta de enriqueimiento de uranio mediante difusión gaseosa, activa entre 1979 y 2012. Incluso un pequeño número de pabellones pertenecen al Complejo nuclear de Marcoule.
La planta nuclear alberga 4 reactores de agua a presión (PWR) de 915 MW cada una, que se construyeron en su mayoría en la década de 1970 y se pusieron en funcionamiento a principios de la década de 1980. Estos reactores producen alrededor de 25 TWh / año, aproximadamente el 6% de la electricidad de toda Francia. Tres de los reactores se utilizaron para alimentar el proyecto Eurodif de enriquecimiento de uranio, proyecto concluido en 2012. El combustible utilizado se transporta en tren a la planta de reprocesamiento, al igual que el combustible nuevo se transporta también en tren.

## Historia
El 15 de febrero de 2007, el diario Le Soir anunció que la empresa Suez estaba valorando construir un nuevo reactor presurizado en las instalaciones de Tricastin, pero el reclamo fue negado por el grupo constructor.
El 14 de julio de 2013 hubo nuevas denuncias por parte de varias ONG como Greenpeace, que reclamaban el cierre de la central. En efecto, varias decenas de activistas de la organización ecologista Greenpeace lograron entrar, hacia las cinco de la mañana, en la central eléctrica, la tercera más antigua de Francia. La policía confirmó haber detenido, hacia las 8:45 horas, a 21 personas, de nacionalidad francesa, italiana, rumana y española. Con esta acción, Greenpeace quería desafiar al gobierno y exigía el cierre de la planta, “ entre las cinco más peligrosas de Francia ”.
En septiembre de 2016, EDF notificó al administrador de la red eléctrica que dos de los cuatro reactores de la central permanecerían apagados al menos hasta finales de diciembre de ese año, siendo necesarios "controles adicionales" para garantizar que sus generadores de vapor, partes principales de la central eléctrica, « sean capaces de cumplir su función con total seguridad ». En diciembre de 2016, el reactor Tricastin 1 es el primero en retomar el servicio.
En febrero de 2018, un artículo del diario nacional Le Journal du Dimanche publica extractos del libro « Nucléaire, danger immédiat », que dice de la central: 

Tricastin, avec son réacteur 1, est la pire centrale du pays. Ce réacteur cumule tous les problèmes : défauts sous revêtement, absence de marge à la rupture, et dépassement des prévisions de fragilisation à quarante ans! […] Sans oublier le risque d'inondation catastrophique en cas de séisme, comme l'a relevé en septembre 2017 l'ASN […] qui ressemble potentiellement à un accident de type Fukushima

El 1 de junio de 2019, se hace público que el reactor Tricastin 1 será el primero de los 58 reactores de EDF que comenzará los trabajos para prolongar su vida útil en diez años, de 40 a 50 años.

## Seguridad

### Respuesta al fuego
Pruebas realizadas el 2 de julio de 2004 por el Autoridad de seguridad nuclear dieron como resultado que eran necesarios 37 minutos para responder a un incendio.

### Inundación
En su informe inicial tras la inundación de la Central nuclear de Blayais en 1999, el Instituto de Protección y Seguridad Nuclear (ahora parte del Instituto de Radioprotección y Seguridad Nuclear) pidió que se volviera a examinar el riesgo de inundación en Tricastin, debido a la presencia del canal.
Del 27 de septiembre de 2017 a diciembre de 2017, los reactores estuvieron cerrados temporalmente mientras se realizaban reparaciones en el terraplén del canal. La Autoridad de seguridad nuclear (ASN) había ordenado el cierre temporal debido al riesgo de falla del terraplén en caso de terremoto.

### Agua de refrigeración
Durante el ola de calor en Europa de 2003, entre el 12 y el 22 de julio de ese año, con una temperatura máxima de 27 °C de calor residual en la tubería de agua del canal, la planta se detuvo en varias ocasiones por exceso de calor, totalizando aproximadamente 44 horas de paradas.

## Incidentes
En julio de 2008, 18.000 litros de solución de uranio que contenía uranio natural fueron liberados accidentalmente en el Sitio Nuclear de Tricastina. Debido a trabajos de limpieza y reparación, el sistema de contención de un tanque de almacenamiento de solución de uranio no funcionaba cuando el tanque se llenó. El flujo de entrada excedió la capacidad del tanque y se filtraron 30 metros cúbicos de solución de uranio y 18 metros cúbicos se derramaron al suelo. Las pruebas encontraron niveles elevados de uranio en los ríos cercanos Gaffière y Lauzon. El líquido que escapó al suelo contenía alrededor de 75 kg de uranio no enriquecido que es tóxico, aunque posee ligera radiactividad.
Las pruebas de aguas subterráneas y superficiales indicaron que los niveles de radiactividad eran un 5% más altos que la tasa máxima permitida. A continuación, las autoridades prohibieron el consumo del agua de los ríos Gaffière y Lauzon para beber y regar los cultivos. También se prohibió la natación y la pesca. Este incidente ha sido clasificado como nivel 1 en la Escala Internacional de Sucesos Nucleares.
En julio de 2008, aproximadamente 100 empleados estuvieron expuestos a partículas radiactivas que escaparon de una tubería en un reactor que había sido apagado. Además, una fuga de desechos nucleares que aparentemente no se había descubierto desde 2005 se derramó en una capa protectora de concreto en Romans-sur-Isere. Areva, propietaria del sitio, se aseguró de que la filtración no hubiera causado daños al medio ambiente, pero el problema provocó discusión sobre un antiguo terreno del ejército francés, donde los desechos nucleares se depositaban en vertederos blindados. Se informa que la capa de suciedad que cubre los desechos se ha adelgazado debido a la erosión del viento y la lluvia, exponiendo directamente el material de desecho nuclear al aire libre. Además, la velocidad con la que se reportó el incidente de Tricastin al Autorité de sûreté nucléaire (8 horas) y posteriormente a las autoridades locales (otras 6 horas) fue motivo de polémica. 
Otra importante consecuencia de los incidentes nucleares resultó ser la caída de las ventas de vinos de la zona de Tricastin. Ante el deseo de los viticultores de cambiar el nombre de la denominación "Tricastin" para evitar ser asociados con la central nuclear, en junio de 2010 el INAO señaló su intención de permitir un cambio de nombre de AOC Coteaux du Tricastin para AOC Grignan - Les Adhemar vigente a partir de 2010.

## Denominación
Tricastin es el nombre de la región histórica donde se encuentra la planta, lleva el nombre de la antigua Ligur tribu la Tricastini. Su capital Augusta Tricastinorum fue mencionada por Plinio el Viejo en su Historia Natural libro III en el 74 E. C. 

## Galería

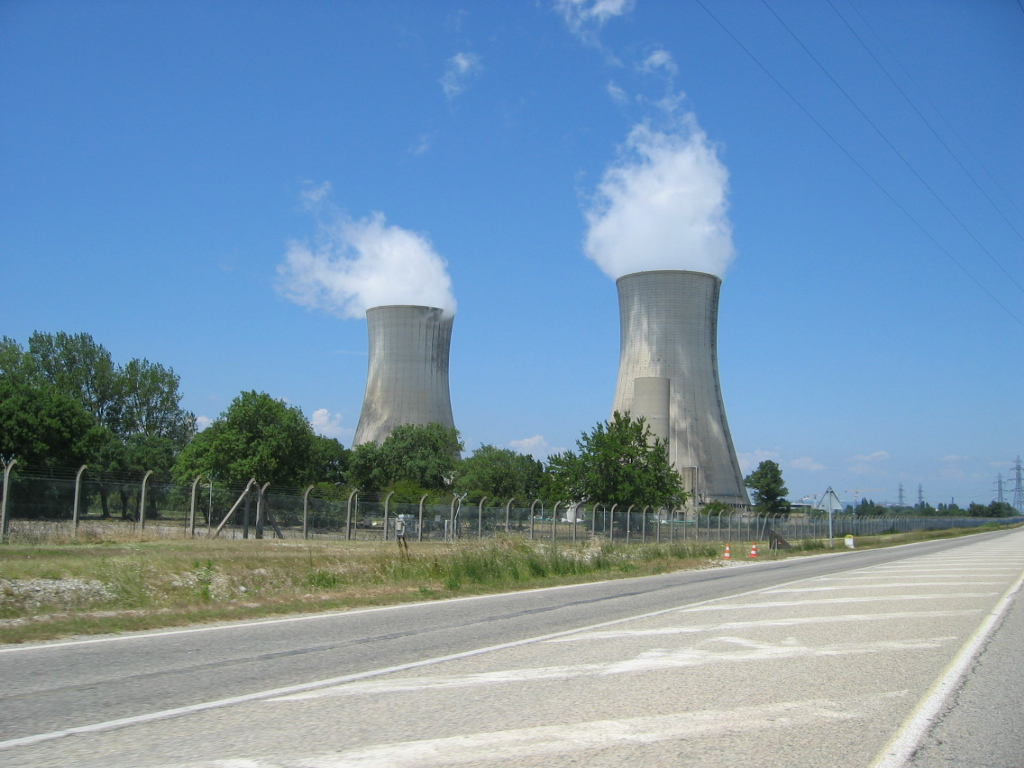
Torres de refrigeración de Eurodif
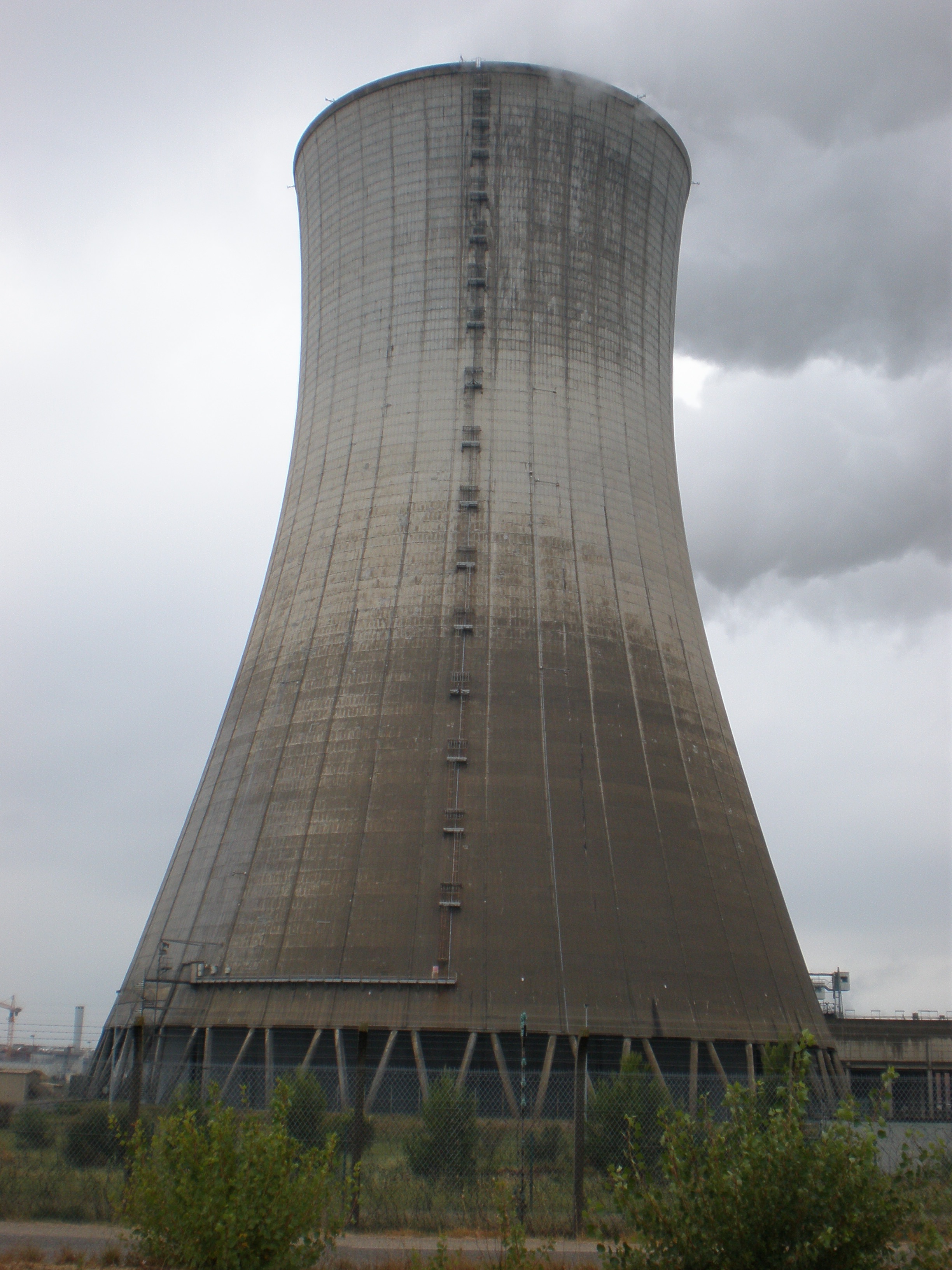
Torre de enfriamiento
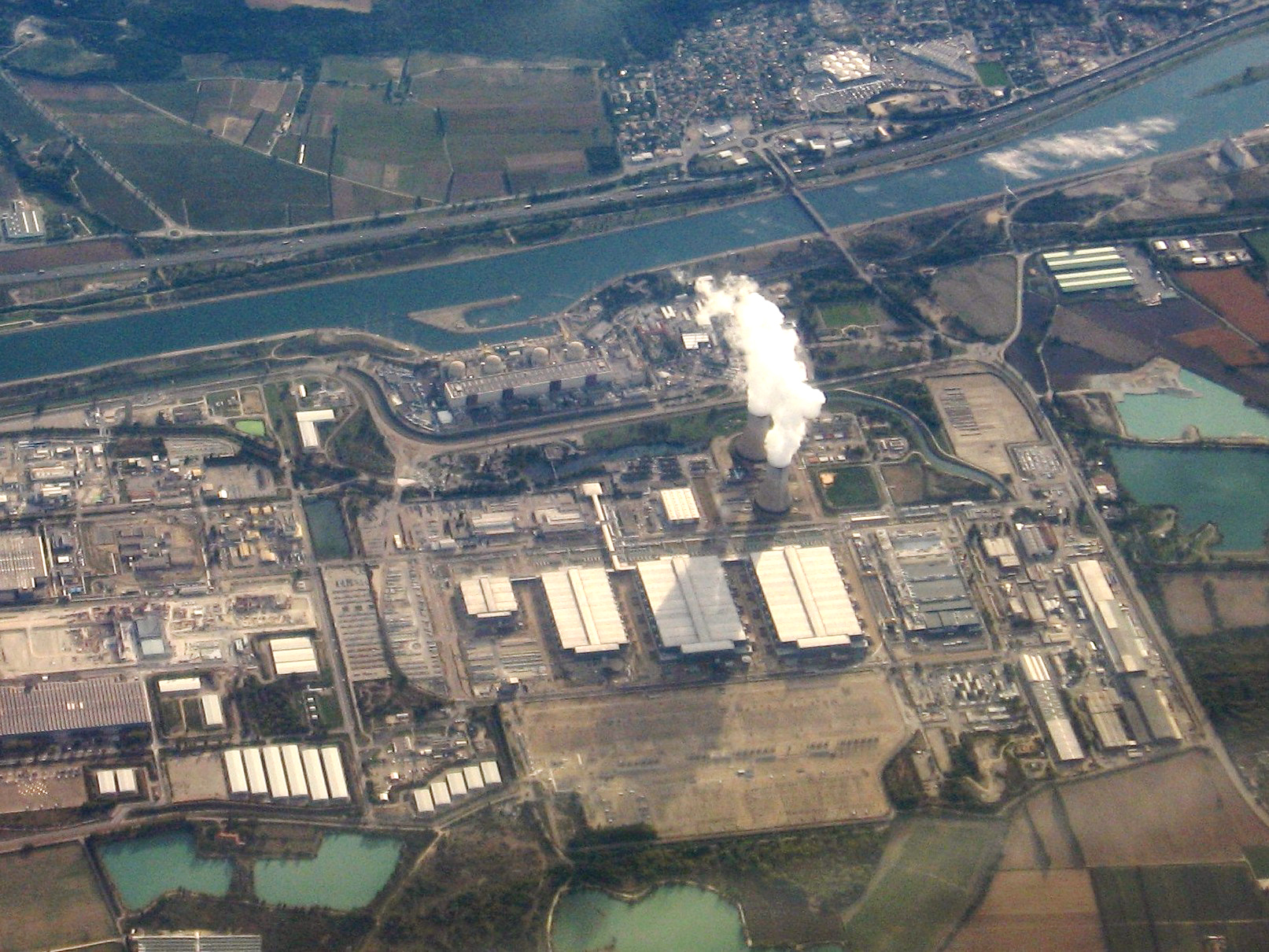
Vista aérea